# Сант-Эузебио (титулярная церковь)
Титулярная церковь Сант-Эузебио (лат. Titulus Sancti Eusebii) — титулярная церковь, также известная как Эузебио, была среди перечисленных на римском синоде от 1 марта 499 года. Согласно каталогу Пьетро Маллио, составленному во время понтификата Александра III, титулярная церковь была связана с базиликой Санта-Мария-Маджоре, а его священники по очереди совершали в ней Мессу. Она была упразднена папской буллой Папы Григория XVI 8 июня 1839 года и передала кардинальский титул церкви Санти-Андреа-э-Грегорио-Маньо-аль-Челио. Она была восстановлена pro hac vice tantum Папой Пием IX на тайной консистории от 25 июня 1877 года. Эпитафия клирика, найденная в катакомбах Святых Марцеллина и Петра ad Duas Lauros, датируемая 474 годом, и современные им граффити Olympi lectoris de D(ominico) Eusebi locus est подтверждает древнее существование титулярной церкви Святого Эузебио. Титул принадлежит церкви Сант-Эузебио, расположенной в районе Рима Эсквилино, на площади Виктора Эммануила II.

## Список кардиналов-священников титулярной церкви Сант-Эузебио
- Валентин — (492 — 494);
- Пробиан — (494 — ?);
- Боно — (590 — ?);
- Стефан — (745 — до 761);
- Феопемпт — (761 — ?);
- Лучано — (827? — до 853);
- Лучино (или Лучано) — (853 — ?);
- Роберт Парижский — (1088 — 1112);
- Роберт — (1099 — около 1115);
- Иоанн, O.S.B.Cas. — (около 1114 — 1121);
- Роберт — (1121 — 1123 или, во всяком случае, до 1127);
  - Пьетро Ди Вико — (1130 — псевдокардинал антипапы Анаклета II);
- Роберт Пуллен (или Пулле, или Пуллус, или Пуллан, или Пулли) — (около 1142 — 1146);
- Раньеро — (15 декабря 1165 — до 1178, до смерти);
- Роджер, O.S.B.Cas. — (декабрь 1178 — около 1184, или 1212, или 1221, до смерти);
- Николя Канье де Фреовилль, O.P. — (15 декабря 1305 — 15 января 1323, до смерти);
- Раймон де Мостюэжуль — (18 декабря 1327 — 12 ноября 1335, до смерти);
  - Никола Фабриани — (15 мая 1328 — сентябрь 1328, назначен кардиналом-епископом Альбано — псевдокардинал антипапы Николая V);
  - Джованни Висконти — (1329 — псевдокардинал антипапы Николая V);
- Этьен де Пуасси — (22 сентября 1368 — 16 октября 1373, до смерти);
- Гульельмо Сансеверино — (18 сентября — 24 ноября 1378, до смерти);
- Франческо Морикотти Приньяни — (ноябрь 1378 — июль 1380, назначен кардиналом-епископом Палестрины);
  - Эмерик де Маньяк — (23 декабря 1383 — 21 марта 1385 — псевдокардинал антипапы Климента VII);
  - Эмёри де Лотрек, C.R.S.A. — (12 июля 1385 — 7 июня 1390 — псевдокардинал антипапы Климента VII);
  - Аламанно Адимари — (6 июня 1411 — 17 сентября 1422 — псевдокардинал антипапы Иоанна XXIII);
  - вакантно (1422 — 1426);
- Генри Бофорт — (27 мая 1426 — 11 апреля 1447, до смерти);
- Асторджо Аньези — (3 января 1449 — 10 октября 1451, до смерти);
  - вакантно (1451 — 1462);
- Ришар Оливье де Лонгей — (16 марта 1462 — 17 августа 1470, назначен кардиналом-епископом Порто и Санта-Руфины);
- Оливьеро Карафа — (5 сентября 1470 — 24 июля 1476, in commendam 24 июля 1476 — 20 января 1511, до смерти);
- Пьетро Аккольти — (17 марта 1511 — 18 декабря 1523, in commendam 18 декабря 1523 — 5 мая 1527, в отставке);
- Бенедетто Аккольти младший — (5 мая 1527 — 21 сентября 1549, до смерти);
- Франсиско де Мендоса де Бобадилья — (28 февраля 1550 — 1 декабря 1566, до смерти);
- Антонио Карафа — титулярная диакония pro illa vice (5 апреля 1568 — 8 апреля 1573, назначен кардиналом-дьяконом Санта-Мария-ин-Козмедин);
  - вакантно (1573 — 1583);
- Антонио Карафа — (12 декабря 1583 — 28 ноября 1584, назначен кардиналом-священником Санти-Джованни-э-Паоло);
- Джулио Канани — (28 ноября 1584 — 20 марта 1591, назначен кардиналом-священником Сант-Анастазия);
  - вакантно (1591 — 1596);
- Камилло Боргезе — (21 июня 1596 — 10 марта 1599, назначен кардиналом-священником Санти-Джованни-э-Паоло);
- Арно д’Оссат — (17 марта 1599 — 13 марта 1604, до смерти);
- Фердинандо Таверна — (25 июня 1604 — 29 августа 1619, до смерти);
- Жан де Бонзи — (3 марта — 4 июля 1621, до смерти);
- Маркантонио Гоццадини — (30 августа 1621 — 23 мая 1623, назначен кардиналом-священником pro hac vice Сант-Агата-алла-Субурра);
- Джакомо Кавальери — (9 февраля 1626 — 28 января 1629, до смерти);
- Джамбаттиста Памфили — (12 августа 1630 — 15 сентября 1644 — избран Папой Иннокентием X);
- Джироламо Гримальди-Каваллерони — (17 октября 1644 — 11 октября 1655, назначен кардиналом-священником Сантиссима-Тринита-аль-Монте-Пинчо);
- Никола Гвиди ди Баньо — (23 апреля 1657 — 27 августа 1663, до смерти);
  - вакантно (1663 — 1668);
- Паоло Эмилио Рондинини — (30 апреля — 19 июня 1668, до смерти);
- Карло Гуалтерио — (15 января 1669 — 1 января 1673, до смерти);
- Камилло Массимо — (30 января 1673 — 12 сентября 1677, назначен кардиналом-священником Сант-Анастазия);
  - вакантно (1676 — 1689);
- Пьер де Бонзи — (28 ноября 1689 — 11 июля 1703, до смерти);
- Франческо Мартелли — (25 июня 1706 — 28 сентября 1717, до смерти);
- Имре Чаки — (16 июня 1721 — 28 августа 1732, до смерти);
- Помпео Альдрованди (12 апреля 1734 — 6 января 1752, до смерти);
- Энрико Энрикес — (22 июля 1754 — 25 апреля 1756, до смерти);
  - вакантно (1756 — 1762);
- Жан-Франсуа-Жозеф де Рошешуар де Фодуа — (25 января 1762 — 20 марта 1777, до смерти);
- Гульельмо Паллотта — (28 июля 1777 — 23 сентября 1782, назначен кардиналом-священником Санта-Мария-дельи-Анджели);
- Джованни Андреа Аркетти — (27 июня 1785 — 2 апреля 1800, назначен кардиналом-епископом Сабины);
- Джузеппе Фиррао младший — (20 июля 1801 — 24 января 1830, до смерти);
- Паоло Полидори — (1 августа 1834 — 12 июля 1841, назначен кардиналом-священником Санта-Прасседе);
  - Титул упразднён в 1841 году;
  - Титул восстановлен в 1877 году;
- Иоганн Рудольф Кучкер — (25 июня 1877 — 27 января 1881, до смерти);
- Доменико Агостини — (30 марта 1882 — 7 июня 1886, назначен кардиналом-священником Санта-Мария-делла-Паче);
- Целестин Гангльбауэр, O.S.B. — (10 июня 1886 — 14 декабря 1889, до смерти);
- Жозеф-Альфред Фулон — (30 декабря 1889 — 23 января 1893, до смерти);
- Бенито Санс-и-Форес — (15 июня 1893 — 1 ноября 1895, до смерти);
- Антонио Мария Каскахарес-и-Асара — (25 июня 1896 — 24 марта 1898, назначен кардиналом-священником Сант-Агостино);
- Агостино Рикельми — (22 июня 1899 — 27 ноября 1911, назначен кардиналом-священником Санта-Мария-ин-Виа);
- Янош Чернох — (8 сентября 1914 — 25 июля 1927, до смерти);
- Карло Далмацио Миноретти — (19 декабря 1929 — 13 марта 1938, до смерти);
- Хуан Гуальберто Гевара — (28 февраля 1946 — 27 ноября 1954, до смерти);
- Франц Кёниг — (18 декабря 1958 — 13 марта 2004, до смерти);
  - вакантно (2004 — 2007);
- Даниэль Николас Динардо — (24 ноября 2007 — по настоящее время).